# Tandyr nan
Tandyr nan (Kazakh/Kyrgyz: тандыр-нан), tandir non (Uzbek) hoặc tonur nan (tiếng Uyghur: تونۇر نان), còn gọi là Obi non hoặc lepyoshka (tiếng Nga: лепёшка, "bánh mì dẹt"), là một loại bánh naan vùng Trung Á được nướng trong lò đất sét gọi là tandyr vốn khá phổ biến trong khu tự trị Tân Cương của Trung Quốc, cũng như ở Kazakhstan, Kyrgyzstan, Uzbekistan và Afghanistan.